# Viola saxifraga
Viola saxifraga är en violväxtart som beskrevs av René Charles Maire. Viola saxifraga ingår i släktet violer, och familjen violväxter. Inga underarter finns listade i Catalogue of Life.